# Kwartet Śląski
Kwartet Śląski – polski kwartet smyczkowy założony w 1978 roku, występujący w składzie:
- Szymon Krzeszowiec – skrzypce I (do roku 1998 – Marek Moś)
- Arkadiusz Kubica – skrzypce II
- Łukasz Syrnicki – altówka
- Piotr Janosik – wiolonczela.

## Historia
Kwartet Śląski został założony w roku 1978. Muzycy zespołu wywodzą się z Akademii Muzycznej im. Karola Szymanowskiego w Katowicach, doskonalili swoje umiejętności na kursach mistrzowskich prowadzonych przez artystów takich kwartetów jak: LaSalle, Amadeus, Juiliard, Smetana, Berg.

### Nagrody i wyróżnienia
W ciągu ponad 30 lat swojej działalności, zespół zdobył wiele nagród :
- 2008 – Srebrny Medal „Zasłużony Kulturze Gloria Artis”[1]
- 2008 – „Bestenliste der Deutschen Schallplattenkritik” 03/2008 Zeitgenössische Musik Helena Tulve: ECM New Series 1955
- 2006 – „Płyta roku 2005” Magazynu HI-FI Muzyka (Republique)
- 2005 – „Fryderyk” za najlepszą płytę z muzyką kameralną 2004 roku (Chausson)
- 2005 – Złota Odznaka Honorowa za Zasługi dla Województwa Śląskiego
- 2002 – „Złoty Orfeusz” – za najlepszą interpretację utworu polskiego kompozytora podczas Festiwalu „Warszawska Jesień”
- 1999 – „Złoty Krzyż Zasługi”
- 1998 – odznaczenia Ministra Kultury i Sztuki „Zasłużony Działacz Kultury”
- 1998 – Płyta Roku magazynu płytowego Studio (Szymanowski, Lutosławski)
- 1998 – „Fryderyk” za najlepszą płytę z muzyką kameralną roku 1997 (Szymanowski, Lutosławski)
- 1998 – Medal Towarzystwa Muzycznego im. Karola Szymanowskiego – za propagowanie twórczości Karola Szymanowskiego
- 1996 – „Fryderyk” za najlepszą płytę z muzyką kameralną 1995 roku (« Kwartety smyczkowe » Henryka Mikołaja Góreckiego)
- 1998 – Nagroda Artystyczna Burmistrza Tarnowskich Gór
- 1994 – Doroczna Nagroda Związku Kompozytorów Polskich
- 1992 – Nagroda Artystyczna Prezydenta Miasta Katowice
- 1990 – Nagroda Artystyczna Młodych im. Stanisława Wyspiańskiego
- 1988 – Nagroda Artystyczna Wojewody Katowickiego
- 1984 oraz 1988 – Międzynarodowa Trybuna Kompozytorów UNESCO w Paryżu (za nagranie Kwartetów Eugeniusza Knapika i Aleksandra Lasonia)
- 1979 – Konkurs Muzyki Współczesnej w Krakowie

## Repertuar
W repertuarze Kwartetu Śląskiego znajduje się ponad 300 pozycji literatury kameralnej, z czego dużą część stanowią utwory kameralne, które powstały w XX wieku. M.in. nagrali komplet kwartetów smyczkowych Mieczysława Wajnberga – 7 CD, za które otrzymali 3 Fryderyki.
Zespół dokonał około 100 prawykonań kwartetów smyczkowych kompozytorów polskich i obcych, z czego część jest im dedykowana.
Utwory prawykonane przez Kwartet Śląski:
- Tadeusz Wielecki – Konieczość i przypadek (2006)
- Witold Szalonek – Inside? Outside?, z klarnetem basowym; Symfonia rytuałów (2002)
- Stanisław Krupowicz – Tylko Beatrycze, z taśmą (1989)
- Grażyna Krzanowska – Kwartety smyczkowe nr 2 i 3
- Andrzej Krzanowski – Relief IX z taśmą (1989), Reminiscenza
- Aleksander Lasoń – kwartety smyczkowe nr 2, 6, 7
- Grażyna Pstrokońska – Arabeska (1981), Kwartet lidyjski – myśląc o Andrzeju (kwartet pamięci Andrzeja Krzanowskiego (1984)
- Edward Sielicki – Kwartet smyczkowy
- Paweł Szymański – Pięć utworów
- Rafał Augustyn – II Kwartet smyczkowy, z fletem (1983)
- Eugeniusz Knapik – Kwartet smyczkowy (1980)

## Dyskografia
| Rok wydania | Tytuł albumu, wykonawcy | Utwory | Wydawca                                                                                  |
| ----------- | --- | --- | ---------------------------------------------------------------------------------------- |
| 2011        | POKOLENIE STALOWOWOLSKIE Wszystkie utwory na kwartet smyczkowy Album nominowany do nagrody „Fryderyk” Agata Zubel – sopran Maria Grochowska – flet Jadwiga Czarkowska – klarnet Mirosław Neinert – recytacja Krzysztof Jaguszewski – perkusja Piotr Połaniecki – perkusja Michał Klauza – dyrygent Witold Serafin – altówka Józef Gomolka – wiolonczela Marek Moś – skrzypce Kwartet Śląski | CD 1 Andrzej Krzanowski: I Kwartet smyczkowy wersja A I Kwartet smyczkowy wersja B II Kwartet smyczkowy Con vigore. Koncert dla ośmiu wykonawców CD 2 Andrzej Krzanowski: Audycja VI na sopran i kwartet smyczkowy III Kwartet smyczkowy CD 3 Andrzej Krzanowski: "Reminiscenza” na kwartet smyczkowy wersja B Relief IX „Szkocki” na kwartet smyczkowy i taśmę Aleksander Lasoń: "Relief dla Andrzeja CD 4 Aleksander Lasoń: I Kwartet smyczkowy II Kwartet smyczkowy III Kwartet smyczkowy "20 dla 4" CD 5 Aleksander Lasoń: IV Kwartet smyczkowy „Tarnogórski” V Kwartet smyczkowy „Siedem i pół kwartetu" CD 6 Aleksander Lasoń: VI Kwartet smyczkowy VII Kwartet smyczkowy Muzyka kameralna I „Stalowowolska” Eugeniusz Knapik: Kwartet smyczkowy | Fundacja Musica Pro Bono Nagrania pochodzą z lat 1983 – 2011                             |
| 2010        | RAFAŁ AUGUSTYN DO UT DES MUSIC FOR AND WITH QUARTET Agata Zubel – Soprano Jan Krzeszowiec – flute Kwartet Śląski | Rafał Augustyn: String Quartet No.1 String Quartet No.2 with flute Dedication for soprano & string quartet Do ut des for string quartet Grand jeté. Quartet No.2½ with electronics | www.cdaccord.com.pl www.universalmusic.pl ACD 165-2                                      |
| 2010        | ALEKSANDER TANSMAN TOMBEAU DE CHOPIN from trio to octet vol.2 Joanna Liberadzka – harp Elżbieta Mrożek-Loska – viola Krzysztof Firlus – double bass Adam Krzeszowiec – cello Jan Krzeszowiec – flute Roman Widaszek – clarinet Kwartet Śląski | Aleksander Tansman: Sextuor á cordes pour 2 violons, 2 altos, et 2 violoncelles Sonatina da camera pour flute, violin, alto, violoncello et harpe Tombeau de Chopin pour quintette á cordes Trois pieces pour clarinette, harpe et quatuor á cordes | Stowarzyszenie Promocji Kultury im. Aleksandra Tansmana www.tansman.lodz.pl              |
| 2010        | STANISŁAW KRUPOWICZ – “TYLKO BEATRYCZE” Kwartety Smyczkowe i komputer Kwartet Śląski | St. Krupowicz: Wariacje pożegnalne na temat Mozarta Tylko Beatrycze Prolongement | Fundacja Musica Pro Bono FMPB CD004                                                      |
| 2009        | GET STRING Duńskie współczesne kwartety smyczkowe Kwartet Śląski | JENS VOIGT-LUND: Circuitous, Mountains (1999) MORTEN RIIS: getString (2009) CHRISTIAN WINTHER CHRISTENSEN: String Quartet (2002-03) MORTEN RIIS: fromString (2009) JEXPER HOLMEN: Intend/Ascend (2000/02) MORTEN RIIS: useString (2009) SIMON STEEN-ANDERSEN: String Quartet (1999) MORTEN RIIS: toString (2009) SIMON CHRISTENSEN: Towards Nothingness (2008) MORTEN RIIS: quitString (2009) | dacapo CD 8.226530                                                                       |
| 2009        | STRING QUARTETS / POLAND ABROAD Kwartet Śląski | Joachim Mendelson (1897-1943): String Quartet no.1 Roman Padlewski (1915-1944): String Quartet no.2 Simon Laks (1901-1983): String Quartet no.5 | www.eda-records.com EDA 34                                                               |
| 2008        | ANDRZEJ DZIADEK – utwory wybrane Kwartet Śląski | A. Dziadek: II Kwartet smyczkowy | Polskie Radio Katowice PRK CD086                                                         |
| 2008        | HELENA TULVE – LIJNEN Kwartet Śląski różni wykonawcy | H. Tulve: nec ros, nec pluvia... na kwartet smyczkowy | ECM New Series ECM 1955 476 6389 „Bestenliste der Deutschen Schallplattenkritik” 03/2008 |
| 2008        | HENRYK MIKOŁAJ GÓRECKI – STRING QUARTETS Kwartet Śląski | H.M. Górecki: Już się zmierzcha, muzyka na kwartet smyczkowy (I Kwartet smyczkowy) op. 62 Quasi una Fantasia (II Kwartet smyczkowy) op. 64 Pieśni śpiewają (III Kwartet smyczkowy) op.67 | EMI Music Poland EMI 50999 2 36313 2 8                                                   |
| 2008        | ANDRZEJ KRZANOWSKI IN MEMORIAM Kwartet Śląski Agata Zubel | A. Krzanowski – VI Audycja na sopran i kwartet smyczkowy W. Widłak – ”Sotto voce” 5 Pieśni na for mezzosopran i kwartet smyczkowy R. Augustyn – Dedykacja na sopran i kwartet smyczkowy A. Krzanowski – I Kwartet smyczkowy, wersja B A. Lasoń – Relief dla Andrzeja | Fundacja Musica Pro Bono FMPB CD003                                                      |
| 2008        | ALEKSANDER TANSMAN – OD TRIA DO OKTETU VOL. 1 Utwory kameralne Kwartet Śląski Beata Bilińska – fortepian Piotr Szymyślik – klarnet | A. Tansman: Suite divertissement na kwartet fortepianowy Musica a cinque na fortepian i kwartet smyczkowy Musique a six na klarnet, fortepian i kwartet smyczkowy Musique na klarnet i kwartet smyczkowy | Stowarzyszenie Promocji Kultury im. A. Tansmana CD257                                    |
| 2007        | ALEKSANDER LASOŃ Kwartet Śląski | A. Lasoń: I Kwartet smyczkowy III Kwartet smyczkowy VII Kwartet smyczkowy | Fundacja Musica Pro Bono FMPB CD001                                                      |
| 2006        | PAWEŁ SZYMAŃSKI CHAMBER WORKS Kwartet Śląski Krzysztof Jaguszewski – wibrafon Roman Widaszek – klarnet | P. Szymański: Pięć utworów na kwartet smyczkowy Compartment 2, Car 7 na trio smyczkowe i wibrafon Dwa utwory na kwartet smyczkowy Recalling a Serenade na klarnet i kwartet smyczkowy Zdjęcie z przyjęcia urodzinowego (Kwartet Śląski z cieniem Bartoka) | EMI Music Poland EMI 0946 3 84393 2 5                                                    |
| 2006        | ALEKSANDER LASOŃ Kwartet Śląski | A. Lasoń: V Kwartet smyczkowy ”Pięć i pół kwartetu” VI Kwartet smyczkowy 20 dla 4 | Polskie Radio Katowice PRK CD076                                                         |
| 2005        | REPUBLIQUE Kwartet Śląski CD Roku 2005 – nagroda magazynu „Hi-fi Muzyka” Album nominowany do nagrody „Fryderyk” Złota płyta | piosenki Grzegorza Ciechowskiego w aranżacji Stefana Sendeckiego | EMI Music Poland EMI 0946 3 46038 2 9                                                    |
| 2005        | WITOLD LUTOSŁAWSKI / WITOLD SZALONEK Kwartet Śląski Michał Górczyński – klarnet basowy | W. Lutosławski: Kwartet smyczkowy W. Szalonek: Inside? – Outside? na klarnet basowy i kwartet smyczkowy Chaconne-Fantaisie na skrzypce solo | Polskie Radio Katowice PRK CD069                                                         |
| 2004        | ERNEST CHAUSSON Nagroda „Fryderyk” za najlepszy album muzyki kameralnej roku 2004 Bruno Canino – fortepian Piotr Pławner – skrzypce Kwartet Śląski | E. Chausson: Koncert D-dur op. 21 na fortepian, skrzypce i kwartet smyczkowy Kwartet smyczkowy c-moll op. 35 | Polskie Radio Katowice PRK CD062                                                         |
| 2004        | ANDRZEJ KRZANOWSKI / ANDRZEJ PANUFNIK Kwartet Śląski Dominik Połoński – wiolonczela Elżbieta Mrożek – altówka | A. Krzanowski: Relief V na wiolonczelę solo Reminiscenza na kwartet smyczkowy wersja B Kwartet smyczkowy A. Panufnik: „Trans Of Thought” na sekstet smyczkowy „Song To The Virgin Mary” na sekstet smyczkowy | Polskie Radio Katowice PRK CD065                                                         |
| 2003        | SALON BIELAJEWA Kwartet Śląski | A. Głazunow – Walc z „Novelettes” op.15 A. Głazunow – Preludio e Fuga N. Arcybuszew – Serenade J. Wihtol – Menuet M. d'Osten-Sacken – Berceuse A. Ladow – Mazurka N. Sokołow – Scherzo A. Ladow – Sarabande A. Borodin – Scherzo A. Głazunow – Courante A. Ladow – Fuga N. Sokołow, A. Głazunow, A. Ladow – Polka | Polskie Radio Katowice PRK CD048                                                         |
| 2003        | MAX E. KELLER Kwartet Śląski | Max E. Keller: 2 String Quartet (1995) | Musiques Suisses/Grammont Portrait MGB CTS-M 84                                          |
| 2003        | DANCES ...AND AFTER DANCES Kwartet Śląski Album nominowany do nagrody „Fryderyk” | Dances: Josef Haydn – String Quartet D- minor Op. 103 Aleksandr Głazunow – Valse from „Novelettes” op.15 Anatolij Ladow – Mazurka Aleksandr Głazunow – Courante Anton Webern – Rondo Dmitrij Szostakowicz – Polka: Allegretto (1931) John Cage – Quodlibet Igor Strawinski – Dance from „Trois Pieces” Astor Piazzolla – Four, for Tango ...and after dances: Giacomo Puccini – Chrysanthemen Ludwig van Beethoven – Prelude and Fugue in C Major Nikołaj Rimski-Korsakow – Fugue „Im Kloster” Hugo Wolf – Italian Serenade in G Major WW XV/3 Anatolij Ladow – Fugue Franz Schubert – Quartet Movement in C Minor Krzysztof Penderecki – String Quartet No.2                                                                                          | C&P POLSKIE RADIO KATOWICE S.A PRK CD 054                                                |
| 2003        | ANDRZEJ PANUFNIK / ANDRZEJ KRZANOWSKI Kwartet Śląski Album nominowany do nagrody „Fryderyk” | A. Panufnik: I Kwartet smyczkowy II Kwartet smyczkowy III Kwartet smyczkowy A. Krzanowski: Relief IX ”Szkocki” na kwartet smyczkowy i taśmę | Polskie Radio Katowice PRK CD056                                                         |
| 2003        | WITOLD SZALONEK Kwartet Śląski | W. Szalonek: 1+1+1+1 per 1-4 strumenti ad arco /wersja na skrzypce i wiolonczelę/ Symfonia Rytuałów na kwartet smyczkowy 1+1+1+1 per 1-4 strumenti ad arco /wersja na kwartet smyczkowy/ | Polskie Radio Katowice PRK CD058                                                         |
| 2001        | GENERATION '51 Kwartet Śląski | Aleksander Lasoń – String Quartet No 2 (1987) Andrzej Krzanowski – String Quartet No 2 (1978) Eugeniusz Knapik – String Quartet (1980) | POLSKIE RADIO KATOWICE S.A. PRK CD027                                                    |
| 2001        | CLASSIC AND CONTEMPORARY Kwartet Śląski | Ludwig van Beethoven – String Quartet in F-minor op.95 „Serioso” Felix Mendelssohn-Bartholdy – String Quartet in F-minor op.80 Aleksander Lasoń – String Quartet No.4 „Tarnogórski” | POLSKIE RADIO KATOWICE S.A. PRK CD042                                                    |
| 2000        | FRYDERYK CHOPIN: Piano concerto No. 1 Kornelia Ogórkówna – fortepian Kwartet Śląski | Fryderyk Chopin: Piano concerto No 1 E-minor op.11 | RECITAL COMPANY PRODUCTIONS (BELGIUM) RCP 011                                            |
| 1999        | GRAŻYNA BACEWICZ m.in. Kwartet Śląski, Wiaczesław Nowikow – fortepian | Grażyna Bacewicz: Piano Quintet No.1 (1952) | C&P POLSKIE RADIO S.A. WARSZAWA PRCD 126                                                 |
| 1998        | MINIATURES OF THE 20TH CENTURY Kwartet Śląski | Charles Ives – Scherzo (1903-04) Anton Webern: Langsamer Satz (1905) Rondo (1906) Sechs Bagatellen Op.9 (1913) Igor Strawinski: Trois Pieces (1914) Concertino (1920) Double Canon (1959) John Cage – Quodlibet (1950) Dymitr Szostakowicz – Elegy, Polka (1931) Alfred Schnittke – Canon in memoriam Henryk Czyż – Etiuda jazzowa Krzysztof Penderecki: Quartetto per archi No.2 (1968) Der Unterbrochene Gedanke (1988) Astor Piazzolla – For, for Tango (1987) | POLSKIE RADIO KATOWICE S.A. PRK 028                                                      |
| 1998        | THE MAGIC OF FUGUE Kwartet Śląski Album nominowany do nagrody „Fryderyk” | Ludwig van Beethoven: Preludium i fuga F-dur Preludium i fuga C-dur F. Mendelssohn-Bartholdy – Fuga op. 81 Edvard Grieg – Fuga f-moll Ludwig van Beethoven – Preludium i fuga f-moll na dwoje skrzypiec i wiolonczelę Nikołaj Rimski-Korsakow – Fuga „Im Kloster” Anatolij Ladow – Fuga Mykolajus Ciurlionis – Fuga fis-moll Ludwig van Beethoven – Preludium i fuga b-moll na kwintet smyczkowy Jean Sibelius – Fugue for Martin Wegelius Aleksander Głazunow – Preludium i fuga Ludwig van Beethoven – Wielka fuga op. 133 | POLSKIE RADIO KATOWICE S.A. PRK 038                                                      |
| 1997        | KAROL SZYMANOWSKI, WITOLD LUTOSŁAWSKI: STRING QUARTETS Kwartet Śląski Nagroda „Fryderyk” za najlepszy album muzyki kameralnej roku 1997; Nagroda „Płyta Roku” Magazynu „STUDIO” | Karol Szymanowski: String Quartet No. 1 String Quartet No. 2 Witold Lutosławski: String Quartet | CD ACCORD ACD 037                                                                        |
| 1997        | STEFAN WOLPE m.in. Kwartet Śląski | Stefan Wolpe: String Quartet (1969) | CPO 999 090-2                                                                            |
| 1997        | MINIATURES Kwartet Śląski Album nominowany do nagrody „Fryderyk” | J. Haydn – String Quartet D- minor Op. 103 W.A. Mozart – Adagio and Fuge in C- minor, KV546 F. Schubert – Quartettsatz c- moll, D 703 F. Mendelssohn-Bartholdy – Tema con variazioni Op. 81 A. Ladow – Sarabande A. Borodin – Serenata alla spagnola G. Puccini – Chrysanthemen S. Rachmaninow – String Quartet No I H. Wolf – Italian Serenade in G- major WW XV/3 | POLSKIE RADIO KATOWICE S.A. PRK 021                                                      |
| 1997        | JOHANNES BRAHMS – JULIUSZ ZARĘBSKI: PIANO QUINTETS Paweł Kowalski – fortepian Kwartet Śląski Album nominowany do nagrody „Fryderyk” | Johannes Brahms: Kwintet fortepianowy f-moll op. 34 Juliusz Zarębski: Kwintet fortepianowy g-moll op. 34 | POLSKIE NAGRANIA                                                                         |
| 1995        | EMSDETTENER TOTENTANZ m.in. Kwartet Śląski | William Thomas McKinley: Emsdettener Totentanz | MMC Recordings MMC 2046                                                                  |
| 1995        | VI SILESIAN DAYS OF CONTEMPORARY MUSIC 1994 Kwartet Śląski | Andrzej Krzanowski: Reminiscenza b na kwartet smyczkowy | ZKP ODDZIAŁ W KATOWICACH ZKP KE 001                                                      |
| 1995        | HENRYK MIKOŁAJ GÓRECKI Kwartet Śląski Nagroda „Fryderyk” za najlepszy album muzyki kameralnej 1995 | Henryk Mikołaj Górecki: Sonata, Op. 10, for Two Violins Genesis I – Elementi per tre archi String Quartet No.1, Already It is Dusk,Op.62 String Quartet No.2, Quasi una Fantasia, Op. 64 | OLIMPIA COMPACT DISCS Ltd.& SOUND-POL WARSAW OCD 375                                     |
| 1994        | KRZYSZTOF PENDERECKI: MUSICA DA CAMERA Kwartet Śląski | Krzysztof Penderecki: Quartetto per archi No.1 Quartetto per archi No.2 Streichtrio Der unterbrochene Gedanke | WERGO SCHALPLATTEN GMBH MAINZ WER 6258-2                                                 |
| 1994        | ZYGMUNT KRAUZE Kwartet Śląski | Zygmunt Krauze: Quatuor a cordes No.3 Stone Music for piano Quatuor a cordes No.2 Quintette pour piano | THESIS PARIS TH 82059                                                                    |
| 1994        | WOLFGANG AMADEUS MOZART Kwartet Śląski | W.A. Mozart: Divertimento D- major KV 136 String Quartet G- major KV 387 String Quartet B- major KV 458 | POLSKIE RADIO KATOWICE PRK 008                                                           |
| 1994        | FESTIVAL MUSIQUE ET AMITIE m.in. Kwartet Śląski | Claude Debussy: Quatuor en sol mineur, Op.10 (live recording) | R&C SONORIS RECORDS SCD 105                                                              |
| 1992        | STRAVINSKY & SZYMANOWSKI: COMPLETE WORKS FOR STRING QUARTET Kwartet Śląski | Karol Szymanowski: String Quartet No.1 String Quartet No.2 Igor Strawinski: Trois pieces Concertino Double Canon | PARTRIGE B.V. THE NETHERLANDS 1138-2                                                     |
| 1992        | ALEKSANDER TANSMAN: COMPLETE MUSIC FOR STRING QUARTET Kwartet Śląski | CD 1.: Aleksander Tansman: String Quartet No.2 String Quartet No.3 String Quartet No.4 String Quartet No.5 CD 2.: Aleksander Tansman Triptyque String Quartet No.6 String Quartet No.7 String Quartet No.8 | ETCETERA RECORDS B.V.AMSTERDAM KTC 2017                                                  |

## Koncerty
Zespół koncertował podczas takich wydarzeń jak m.in.: Warszawska Jesień, Poznańska Wiosna Muzyczna, Festiwal Polskiej Muzyki Współczesnej we Wrocławiu, Festiwal Krzysztofa Pendereckiego w Lusławicach i Krakowie, Dni Muzyki Karola Szymanowskiego w Zakopanem, Berliner Musiktage, Time of music Viitasaari, Inventionen Berlin, Lerchenborg-Musicdage, Musicorama-Hongkong, Festival de Saint-Denis w Paryżu, Festiwal Muzyki Współczesnej Milos-Etos w Bratysławie, Wien Modern, RomaEuropa Festival w Rzymie, Festival Musique et Amitié w Bienne (Szwajcaria), Borholms Musik-Festival, Musik Host w Odense, Musik-Biennale Berlin, West Cork Chamber Music Festival (Irlandia), Tongyeong International Music Festival (Korea Płd.).
Kwartet Śląski występował w większości krajów europejskich oraz w USA, Kanadzie, Meksyku, Japonii, Hongkongu i Korei Południowej. Muzycy koncertowali w tak renomowanych salach jak: Concertgebouw i Ijsbreker w Amsterdamie, Konzerthaus w Wiedniu, Vredenburg w Utrechcie, Die Unie w Rotterdamie, De Singel w Antwerpii, Konserwatorium w Brukseli, Schauspielhaus w Berlinie, Tivoli w Kopenhadze, Tonhalle w Düsseldorfie, Salle Pleyel w Paryżu, Merkin Hall i Carnegie Hall w Nowym Jorku, Jordan Hall w Bostonie, Hoam Art Hall w Seulu czy Bellas Artes w Meksyku.

## Festiwal «Kwartet Śląski i jego goście»
Od 1993 roku Kwartet Śląski jest organizatorem Festiwalu Muzyki Kameralnej „Kwartet Śląski i jego goście”. Podczas festiwalowych koncertów – a także podczas innych wydarzeń artystycznych – zespół występował z artystami tej miary co m.in.: Dymitr Ashkenazy, Andrzej Bauer, Elena Braslavsky, Eduard Brunner, Bruno Canino, Jeremy Findley, Martin Frost, Maciej Grzybowski, Krzysztof Jakowicz, Stefan Kamasa, Jadwiga Kotnowska, Eugeniusz Knapik, Paweł Kowalski, Karri Krikku, Waldemar Malicki, Jerzy Marchwiński, Janusz Olejniczak, Piotr Pławner, Ewa Pobłocka, Ewa Podleś, Dominik Połoński, Jadwiga Rappé, Hokan Rosengren, Jan Stanienda, Hary Sparnay, Tomasz Strahl, Tatiana Szebanowa, Marek Toporowski, Marie-Pierre Langlamet, Krystian Zimerman.
Kwartet Śląski występował także wraz z innymi zespołami kameralnymi, m.in.: z Kwartetem im. Sibeliusa, Kwartetem DAFO, Kwartetem Camerata, Kwartetem Prima Vista, Lutosławski Quartet, Warszawskim Kwintetem Dętym „Da Camera”, Stamitz Quartet oraz Vanbrugh Quartet.